# Mysmena guianensis
Mysmena guianensis är en spindelart som beskrevs av Claude Lévi 1956. Mysmena guianensis ingår i släktet Mysmena och familjen Mysmenidae.
Artens utbredningsområde är Guyana. Inga underarter finns listade i Catalogue of Life.